# Gumtäkt
Gumtäkt (finska: Kumpula) är en stadsdel i Helsingfors stad och en del av Gammelstadens distrikt. Gumtäkt anslöts till Helsingfors år 1906 och är beläget omkring 4 km nordnordost om centrala Helsingfors.
Helsingfors universitet har byggt sitt Kampus Gumtäkt på den högsta toppen i Gumtäkt bredvid Gumtäkt gård, som idag fungerar som matematisk-naturvetenskapliga fakultetens kansli. En laboratoriebyggnad byggdes redan på 1970-talet, men den första kampusbyggnaden, Chemicum - för kemistuderande - blev klar i mitten på 1990-talet. Efter det har byggnaderna Physicum, Exactum och Dynamicum byggts åren 2001–2006. I Dynamicum fungerar Havsforskningsinstitutet och Meteorologiska institutet. Universitetet har anlagt Gumtäkt botaniska trädgård på markerna kring Gumtäkt gård. Den började anläggas 1987   och öppnade för allmänheten i juni 2009. På campuset har det också byggts studentbostäder.
I Gumtäktsdalen byggdes det ett bostadsområde under 1920- och 1930-talen med trähus på två våningar, både med flera lägenheter och hus endast för en familj. Området har byggts ut med höghus på 1980-talet. I samma dal byggdes också Gumtäkts utomhusbad, där man tävlade i de olympiska sommarspelen 1952. 

## Bilder

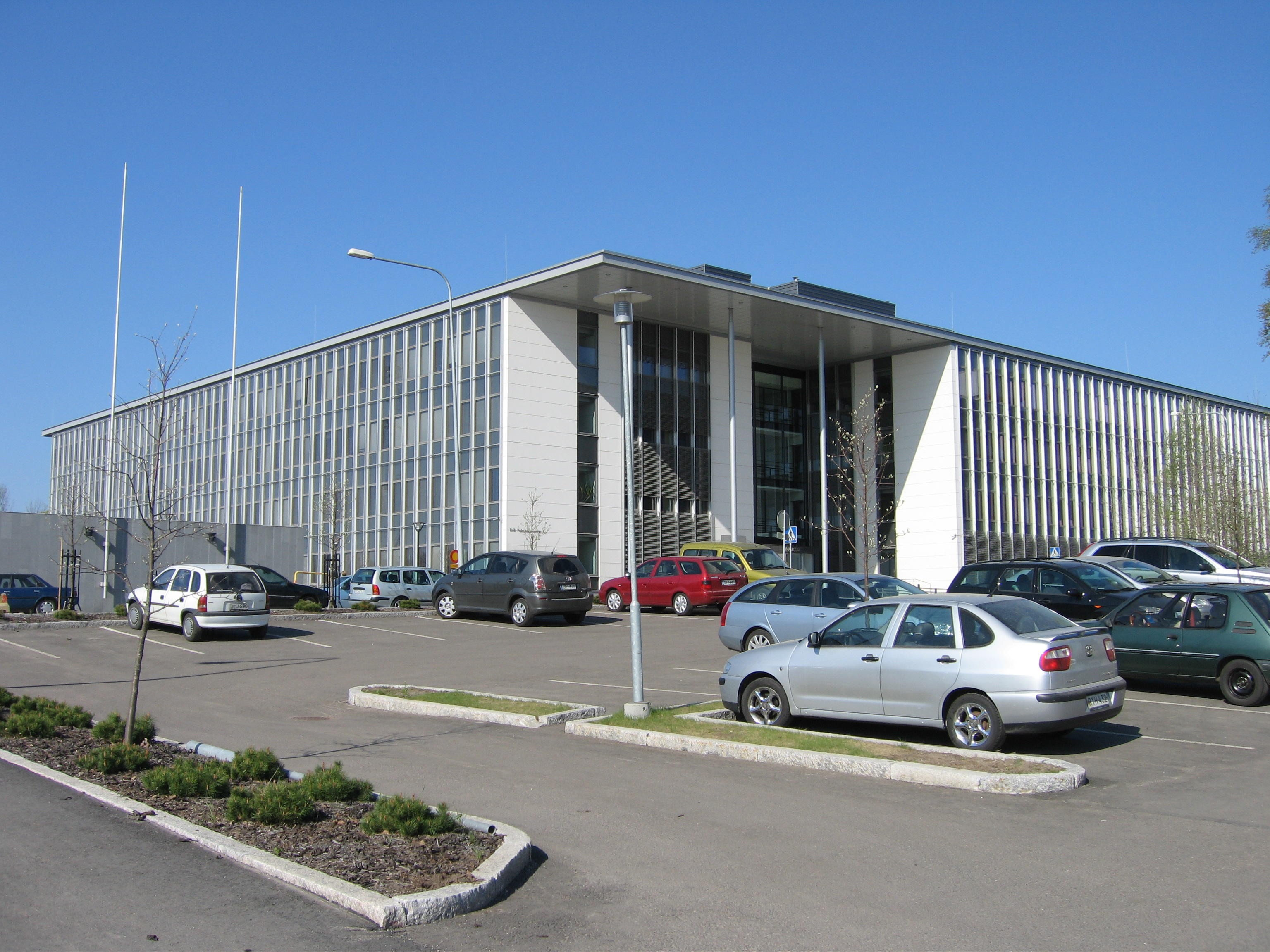
Dynamicum på Gumtäkts kampus
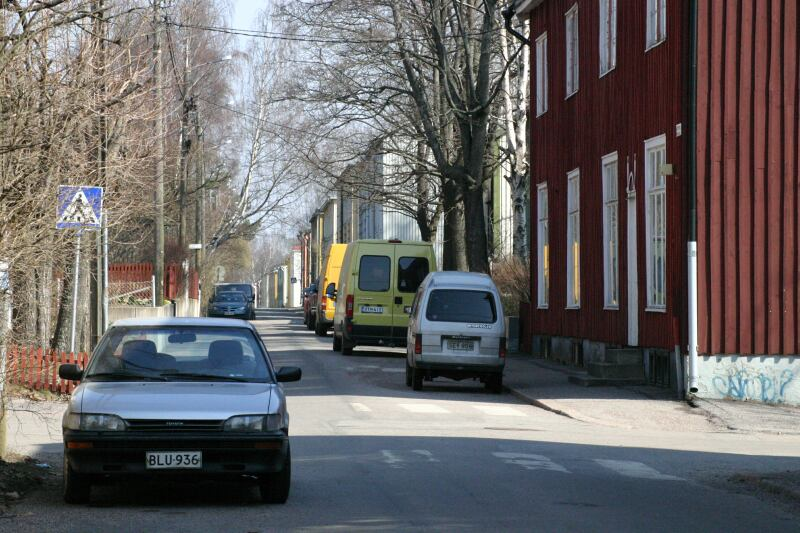
Trähus vid Limingovägen